# ФИНА Развојни трофеј у ватерполу
ФИНА Развојни трофеј (енгл. FINA Water Polo Development Trophy) је међународно ватерполо такмичење које организује ФИНА. Ово такмичење, које се одржава сваке две године, покренуто је 2007. са циљем омогућавања развоја ватерпола у земљама у којима он није распрострањен и да се омогући играње међународних утакмица репрезентацијама које иначе не учествују у ФИНА такмичењима. Учесници добијају позивнице од стране ФИНА.
Прва два издања такмичења су одржана у Кувајту, док је трећи одржан у суседној Саудијској Арабији.

## Освајачи медаља
| Издање | Година | Домаћин                      | Време          |                   |           |                   |
| ------ | ------ | ---------------------------- | -------------- | ----------------- | --------- | ----------------- |
| I      | 2007.  | Кувајт · ( Кувајт)           | 2 - 8. мај     | Колумбија         | Порторико | Иран              |
| II     | 2009.  | Кувајт · ( Кувајт)           | 5 - 11. април  | Кувајт            | Сингапур  | Тринидад и Тобаго |
| III    | 2011.  | Дамам · ( Саудијска Арабија) | 23 - 29. април | Саудијска Арабија | Иран      | Кувајт            |
| IV     | 2013.  | Кувајт · ( Кувајт)           | 6 - 11. мај    | Узбекистан        | Египат    | Саудијска Арабија |
| V      | 2015.  | Техеран · ( Иран)            | 24 - 29. мај   | Иран              | Уругвај   | Аустрија          |

## Медаље по државама
| Поз. | Држава            |   |   |   | Укупно |
| ---- | ----------------- | - | - | - | ------ |
| 1    | Иран              | 1 | 1 | 1 | 3      |
| 2    | Кувајт            | 1 | 0 | 1 | 2      |
| 2    | Саудијска Арабија | 1 | 0 | 1 | 2      |
| 4    | Колумбија         | 1 | 0 | 0 | 1      |
| 4    | Узбекистан        | 1 | 0 | 0 | 1      |
| 6    | Порторико         | 0 | 1 | 0 | 1      |
| 6    | Уругвај           | 0 | 1 | 0 | 1      |
| 6    | Египат            | 0 | 1 | 0 | 1      |
| 6    | Сингапур          | 0 | 1 | 0 | 1      |
| 10   | Тринидад и Тобаго | 0 | 0 | 1 | 1      |
| 10   | Аустрија          | 0 | 0 | 1 | 1      |